# Max Johnston
Max Johnston is een Amerikaans multi-instrumentalist. Hij speelt onder andere viool, mandoline en banjo. In 1999 werd Johnston het vijfde lid van The Gourds.  Hij speelde daarvoor onder meer bij Uncle Tupelo en Wilco en is de jongere broer van singer-songwriter Michelle Shocked.

## Biografie
Johnston begon op te treden met Uncle Tupelo in de herfst van 1992 tijdens de "Arkansas Traveler Review tour" waarbij Uncle Tupelo de openingsact was voor een affiche met The Band, Taj Mahal en hoofdattractie Michelle Shocked. Hoewel de tournee na een paar shows al uit elkaar viel, bleef Johnston eerst af en toe met Uncle Tupelo spelen, om daarna als vast onderdeel van de band op het laatste studioalbum Anodyne te verschijnen.
Na het vertrek van Jay Farrar in mei 1994 vormden de overige leden van Uncle Tupelo, waaronder Johnston, Ken Coomer en John Stirratt, de band Wilco onder leiding van Jeff Tweedy. Johnston verliet Wilco kort na hun tweede album Being There in 1996 om zijn eigen kortstondige band te vormen, de Pony Stars en te toeren met zijn zus Michelle Shocked (sommige beschrijvingen van de gebeurtenissen suggereren dat Johnston werd ontslagen door zijn Wilco-bandgenoten). Johnston was toen kortstondig lid van de band Freakwater uit Louisville (Kentucky) en gaf instrumentale steun aan singer-songwriter Steve Forbert voordat hij zich in 1999 vestigde in zijn huidige rol met The Gourds uit Austin (Texas).
Johnston kreeg een positie aangeboden in The Gourds en accepteerde deze direct nadat hij bij de band in hun South by Southwest showcase had gezeten.  Na jaren van optredens als sideman voor grote liedjesschrijvers (Farrar, Tweedy, Shocked en Irwin), voelde Johnston zich eindelijk lid van de band. Ten tijde van zijn tweede opname Bolsa de Agua had Johnston zijn stem gevonden die bijdroeg aan de nummers Jesus Christ (with Signs Following) en O Rings.  Johnston is actief gebleven bij The Gourds, waarvan de meest recente publicatie Old Mad Joy uit 2011 is. Op 7 oktober 2014 bracht Johnston het solo-album Dismantling Paradise uit.

## Discografie

### solo
- 2014: Dismantling Paradise

### Met Uncle Tupelo
- 1993, 2003: Anodyne (Sire Records/Reprise Records, opnieuw uitgebracht bij Columbia Records/Legacy Records en Rhino Entertainment)
- 2002: 89/93: An Anthology (Sony)

### Met Wilco
- 1995: A.M. (Sire/Reprise)
- 1996: Being There (Sire/Reprise)

### Met Freakwater
- 1998: Springtime

### Met The Gourds
- 1999: Ghosts of Hallelujah
- 2000: Bolsa de Agua
- 2001: Shinebox
- 2002: Cow Fish Fowl or Pig
- 2004: Blood of the Ram
- 2006: Heavy Ornamentals
- 2007: Noble Creatures
- 2009: Haymaker!
- 2011: Old Mad Joy
- Met Clocker Redbury en Dusty Slosinger, (dubbele pseudoniemen voor Gourd's bassist, Jimmy Smith)
  - 2000: Slosinger/Redbury, Johnston vermeld als Trevor Rivera.
  - 2001: Cold War's Hot Water Shower, als Trevor Rivera
- Met Kevin Russell's Junker, (solo inspanning voor Gourd's Kevin Russell)
  - 2002: Buttermilk & Rifles

### Andere opnamen
- 1991: Arkansas Traveler, Michelle Shocked, gitaar.
- 1996: Rocking Horse Head, Steve Forbert, banjo, dobro, fiddle, mandoline.
- 2001: Soulages, Lazy Sunday Dream, banjo, achtergrondzang.
- 2002: The Palace at 4 a.m. (Part I), Jay Bennett & Edward Burch, banjo.

- Bibsys: 6097240
- Gemeinsame Normdatei: 1063287642
- International Standard Name Identifier: 0000 0004 0707 0335
- MusicBrainz: 339973c0-fc0d-4570-bf95-07082a9c7e88
- Virtual International Authority File: 311741190
- WorldCat: E39PBJx4hyq6bKFMWkRKCK6VG3